# Nor
Nor（ノル）は、大韓民国のミュージシャン、作曲家、DJ。

## 経歴
2013年より作曲を始める。当初はSoundCloudでリミックス楽曲をメインに公開していた。2016年に韓国から日本に移住し、作曲家やDJとして活動を始める。同年、花澤香菜の公式Remixを担当した。
2018年7月15日、バーチャルYouTuberのキズナアイによる初のオリジナル楽曲「Hello, Morning」の作曲・編曲を行う。
ネクソンゲームズが開発し、2021年2月4日よりYostarによって運営されているソーシャルゲーム『ブルーアーカイブ -Blue Archive-』のBGMを制作している。

## 作品
- Hello, Morning（2018年7月15日、キズナアイ）
- miracle step（2018年11月16日、キズナアイ）[6]
- ハイイロ・サイコロジック feat.初音ミク
- 感情バイアス feat.初音ミク
- Flip Flap（2023年9月6日、カシ・オトハ）[7]
- Sayonara Midnight[8]